# 美国特勤局
美国特勤局（英語：United States Secret Service，縮寫USSS）是美国联邦政府执法机构，隶属于美国国土安全部。该机构雇员分为特工和制服部门。2003年3月1日之前，美國特勤局隶属于美国财政部。

## 沿革
1865年成立，為了秘密調查美元鈔券與國債票券偽造案與其它金融犯罪，當時隸屬美國財政部。
1901年，美國總統威廉·麥金萊遇刺身亡，促使美国特勤局开始肩负保護正副總統及親屬之安全的任務。
1968年6月5日，正進行美國總統民主黨內初選活動的羅伯特·F·甘迺迪參議員遇刺身亡後，總統參選人列入美国特勤局的保護範圍。
2001年九一一襲擊事件後，美國政府重組國家安全及聯邦調查局等相關功能並新成立國土安全部，特勤局於2003年3月1日起改為該部管轄，不過負責任務不變。

## 任务

### 特務 (Special Agents)

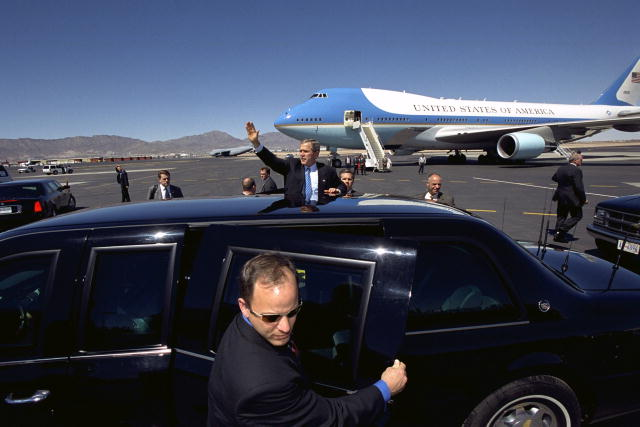
2007年布什总统与特勤局特工

特勤局的主要管辖权是预防和调查对美元和國債債券與其它票券的伪造，以及保护以下人物:
- 美國正副總統及其家屬
- 美國正副總統候選人及其配偶（選舉投票日前120天起，至投票日當天為止），以及美國正副總統當選人
- 卸任的美國正副總統與家人（通常不包括已滿16歲的子女）
- 訪問美國的外國元首及其配偶
- 其他訪問美國的外國要人
- 正式代表美國訪問外國的要人
- 其他美國總統指定之個人
- 政府要員
- 由国土安全部指定的国家特别安全人物。

同时，该处还负责跟踪调查各种金融犯罪的相关嫌疑人，并为一些地方犯罪的调查提供协助。目前还有一些特勤局的任务还处于保密状态。

### 制服工作部门 (Uniformed Division)

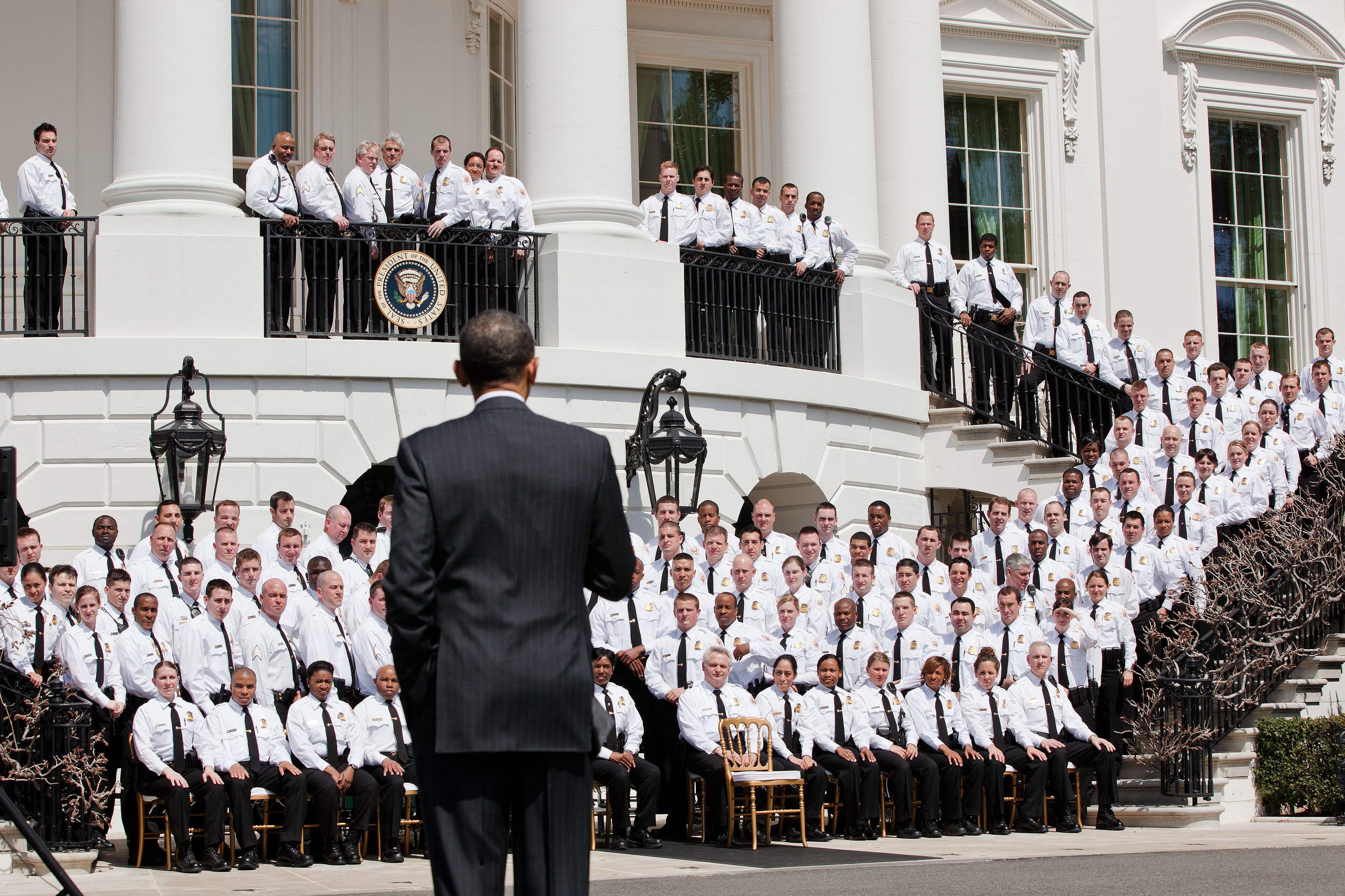
2011年4月，奥巴马总统对制服特工发表讲话

负责保护各国驻美大使馆、美国海军天文台和华盛顿特区的白宫。

## 着装及裝備

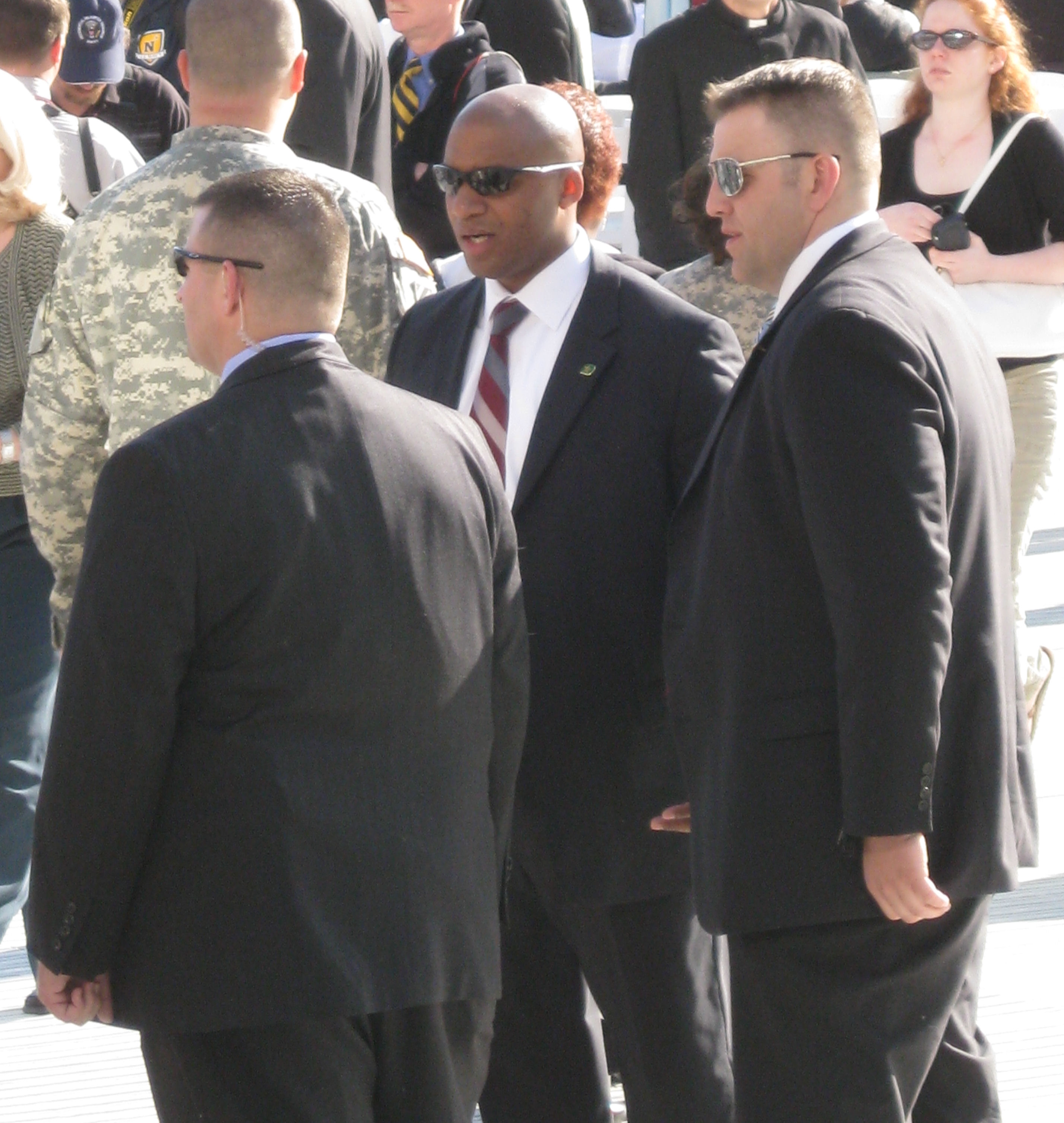
特勤局特工在华盛顿负责保护教宗本笃十六世的安全。领口的别章表明了他们的身份。

特勤局特務的着装很适合其职能。通常情况下，特務身着一套非常保守的西服，但依勤務需要亦可能身著燕尾服或休闲牛仔裤等。如图所示，特工经常佩戴墨镜和通讯耳机。
美国特勤局的成員配備了以下武器：
- ASP伸縮警棍
- 胡椒噴霧
- 格洛克17手槍
- SIG P228半自動手槍
- SIG P229半自動手槍
- FN Five-seveN手槍
- HK MP5衝鋒槍
- FN P90衝鋒槍
- 雷明登870泵動式霰彈槍
- M4卡賓槍
- KAC SR-16卡賓槍
- SR-25狙擊步槍
- FIM-92刺針便攜式防空飛彈

## 历任局长
1. 威廉·P·伍德 (1865–1869)
2. 海勒姆·C·惠特利 (1869–1874)
3. 埃尔默·沃什本 (1874–1876)
4. James Brooks (1876–1888)
5. John S. Bell (1888–1890)
6. Andrew L. Drummond (1891–1894)
7. William P. Hazen (1894–1898)
8. 约翰·威尔基 (1898–1911)
9. 威廉·J·弗林 (1912–1917)
10. 威廉·H·莫兰 (1917–1936)
11. 弗兰克·J·威尔逊 (1937–1946)
12. James J. Maloney (1946–1948)
13. U·E·博曼 (1948–1961)
14. 詹姆斯·约瑟夫·罗利 (1961–1973)
15. H. Stuart Knight (1973–1981)
16. 约翰·R·辛普森 (1981–1992)
17. 约翰·马格 (1992–1993)
18. Eljay B. Bowron (1993–1997)
19. 刘易斯·C·梅尔蒂Lewis C. Merletti (1997–1999)
20. 布赖恩·L·斯塔福德 (1999–2003)
21. W·拉尔夫·巴斯汉姆 (2003–2006)
22. 马克·J·沙利文 (2006–2013)
23. 朱莉娅·皮尔森 (2013–2015)
24. 约瑟夫·克兰西 (2015-2017)
25. 威廉·J·卡拉汉 (2017，代理)
26. 兰道夫·阿莱斯 (2017-2019)
27. 詹姆斯·M·莫瑞 (2019-2022)
28. 金伯莉·奇特爾 (2022-2024)
29. 小羅納德·L·羅 (2024，代理)
30. 肖恩·柯蘭(2025 -至今)

## 类似机构
- 大韓民國總統警護室（朝鲜语：대한민국 대통령경호실）
- 公安部特勤局、中共中央办公厅警卫局
- 國家安全局特種勤務指揮中心
- 联邦警卫局
- 要員保護組

## 流行文化
- 1993年《火線狙擊》
- 1997年《空軍一號》
- 2008年《鷹眼》
- 2013年《白宮末日》
- 2017年《氣象戰》
- 2013年至今《全面攻佔系列電影》